# 장마리 콜로데르부아

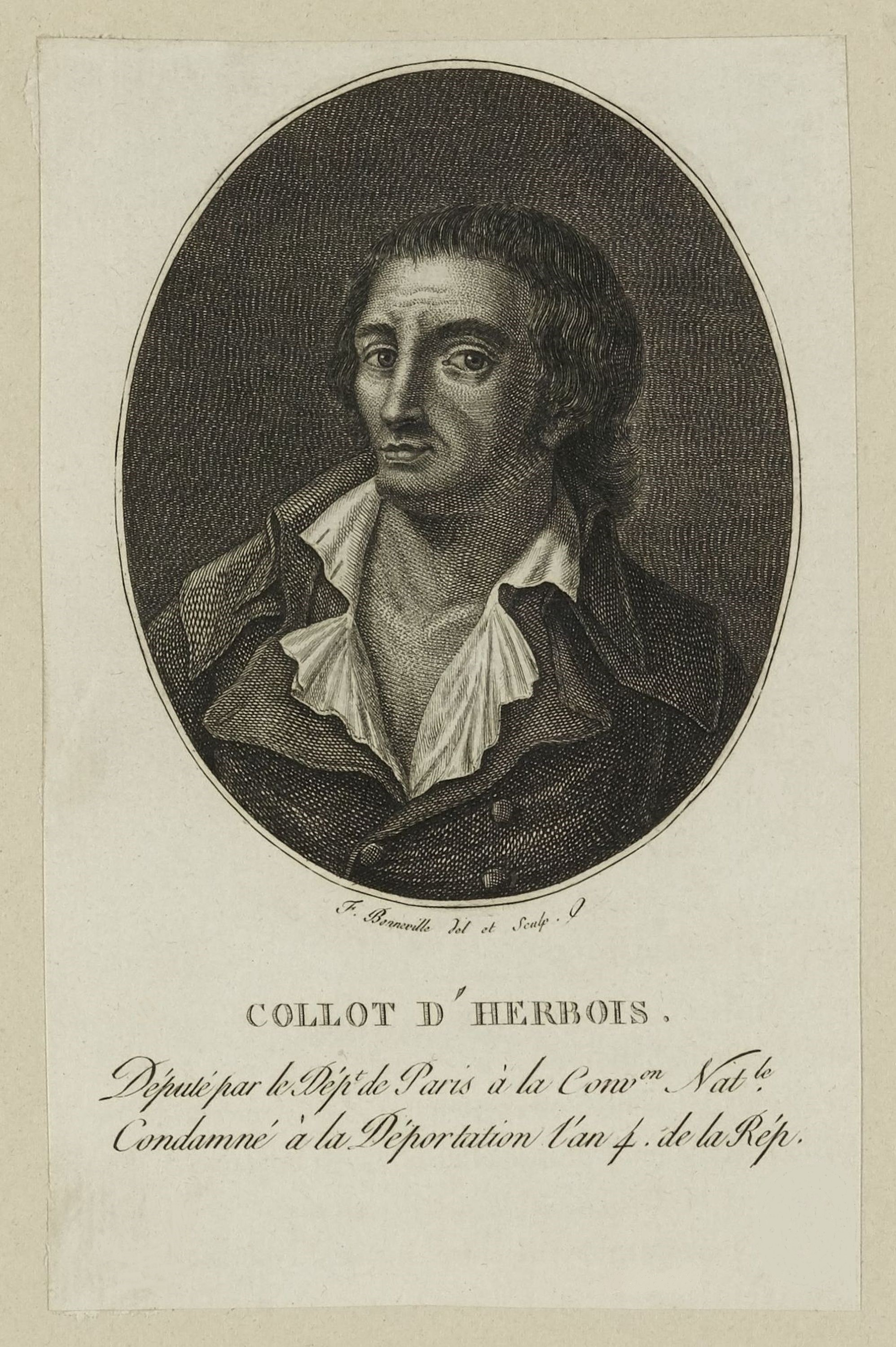
장마리 콜로

장마리 콜로데르부아(프랑스어: Jean-Marie Collot d'Herbois , 1749년 6월 19일 - 1796년 1월 8일)는 프랑스 혁명 지도자 중의 한 사람이다. 공포 정치를 추진했지만 테르미도르의 쿠데타로 로베스피에르를 실각시켰다.

## 생애
파리에서 귀금속 세공업자의 아들로 태어났다. 극단에 들어가 각지를 순회 공연을 하며 인기를 얻는다. 프랑스 혁명이 발발하자 직업상 다져진 발성법으로 선동적인 연설을 하여 혁명의 사기 고취에 공헌했다. 처음에는 지롱드 파에 접근했지만 실패하여 산악파에 들어간다. 1792년 8월 10일 파리 코뮌의 일원이 되어 9월 학살에 가담한다. 1793년 공안위원회에 들어가 비요 바렌과 함께 “극좌파”를 형성한다. 반혁명 파의 반란을 진압하기 위해, 조제프 푸셰와 함께 국민 공회에서 리옹에 파견되어 대학살을 하였다.
이러한 학살 책임을 두려워하여 반로베스피에르 파의 랑베르 탈리앵과 바라스 등과 결탁하여 테르미도르의 쿠데타에 참가한다. 1794년 7월 27일 열린 국민 공회에서는 의장으로 생 쥐스트 등 로베스피에르 파의 발언을 봉쇄했다. 이렇게 해 놓고 탈리앵 등이 로베스피에르를 고발하고 의원들이 그것을 지지하여, 만장일치로 로베스피에르 파를 체포하는 “치외법”을 통과시켰다. 로베스피에르, 생 쥐스트 등은 다음날 단두대에 올랐다. 그러나 결국, 테르미도르의 쿠데타 이후 공포 정치의 책임을 추궁을 당하여 테르미도르 파에 의해 기아나에 유배되어 그곳에서 죽었다.

## 같이 보기
- 테르미도르의 쿠데타
- 공포 정치
- 프랑스 혁명